# Jashpur
|  | Per a altres significats, vegeu «Jashpur (desambiguació)». |

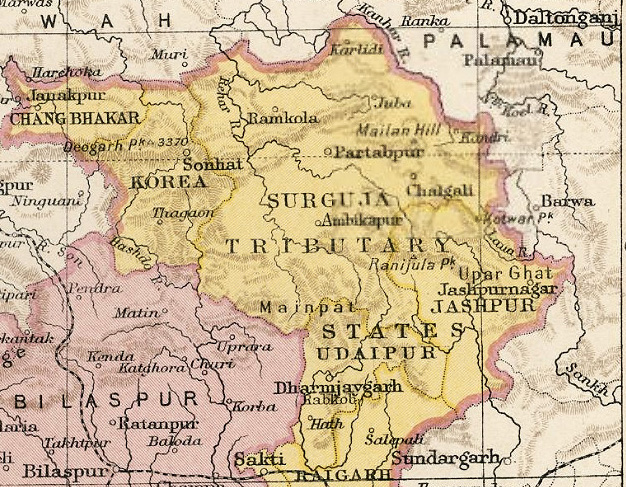
Mapa de l'estat de Jashpur

Jashpur fou un estat tributari protegit de l'Índia inicialment a Chhota Nagpur i des de 1905 a les Províncies Centrals. La capital era Jashpur (ciutat).

## Geografia
La superfície era de 5.045 km². Limitava al nord i oest amb Surguja, a l'est amb el districte de Ranchi, i al sud amb Gangpur, Udaipur i Raigarh. L'estat era en part pla i en part muntanyós, amb l'altiplà d'Upargath de vora 700 metres, i l'altiplà de Chhota Nagpur a l'est; la plana està a l'oest i és coneguta com Hetghat; el Upargath al seu torn està dividit en la depressió que va de l'altiplà de Khuria (nord-oest de l'estat) cap a l'est, amb els rius Ib i Kanhar (afluent del Son). Les muntanyes principals són el Ranijula (1093 metres) Kotwar (1219 metres), i Bharamurio (1051 metres) i els rius principals l'Ib (que travessava l'estat de nord a sud) i el Kanhar. La pooblació, repartida en 566 pobles, era:
- 1881: 90.240
- 1891: 113.636
- 1901: 132.114

## Història
Una dinastia Dom governava la zona sota l'Imperi Mogol. Sujan Rai era fill del raja Suryavanshi, un raja chauhan de Banswada, a Rajputana; el seu pare va morir durant una cacera i el germà petit va ocupar el tron; quan Sujan va tornar se li va oferir el tron però Sujan va preferir anar a buscar fortuna a un altre lloc i es va presentar a Khudia, capital del raja Raibhan Dom on va trobar que la població no estava satisfeta amb els seus governants i estaven madurs per la revolta. Suijan va dirigir la rebel·lió, va derrotar el raja Dom en una batalla, i el va matar i Sujan va pujar al tron. Aviat els rages de Jashpur van acceptar la sobirania dels Bhonsle de Nagpur als que pagaven un tribut de 21 bufals. Abans del 1818 els Bhonsle van posar l'estat sota dependència de Surguja per una millor administració.
L'estat fou cedit als britànics per Mudhoji Bhonsle (Apa Sahib o Appa Sahib) el 1818 i encara que a l'article segon del tractat apareixia com a estat separat, era considerat un feu de Surguja; el 1899, per un sanad, es va fixar el tribut als britànics en 1250 rúpies (els següents 20 anys) les quals pagava Surguja que les cobrava a l'estat; no obstant el sobirà no estava obligat a cap servei envers Surguja. El 1905 el sanad fou lleugerament modificat i la jurisdicció canviada al comissionat de Chhattisgarh, a les Províncies Centrals. Els ingressos s'estimaven el 1905 en 126.000 rúpies. La policia la formaven 12 oficials i 35 agents.
L'estat va integrar a la província de Bengala, després estat de Bengala fins al 1956, i després a Madhya Pradesh fins a la creació del modern estat de Chhattisgarh.

## Bandera
Rectangular blava clar amb lleo rampant al centre mirant al pal, portant una destral de pal, sobre un suport sota el qual una cinta amb el lema, tot en blanc excepte el suport que era blanc i blau.

## Llista de rages
- Ranjit Singh ?-vers 1813
- ? Singh vers 1813-1826
- Ram Singh 1826-1845
- Pratap Narayan Singh 1845 - 1900
- Bishan Pratap Singh 1900 - 1924
- Deo Saran Singh 1924 - 1926
- Vijay Bhushan Singh 1926 - 1948 (+1982)